# Episodi di The Boondocks (prima stagione)
La prima stagione della serie televisiva The Boondocks, composta da 15 episodi, è stata trasmessa negli Stati Uniti, da Adult Swim, dal 6 novembre 2005 al 19 marzo 2006.

In Italia la stagione è stata trasmessa dal 23 novembre 2006 al 4 gennaio 2007 su Paramount Comedy.
| n° | Titolo originale                 | Titolo italiano                    | Prima TV USA     | Prima TV Italia  |
| -- | -------------------------------- | ---------------------------------- | ---------------- | ---------------- |
| 1  | The Garden Party                 | Benvenuti a Woodcrest              | 6 novembre 2005  | 23 novembre 2006 |
| 2  | The Trial of R. Kelly            | R. Kelly sotto processo            | 13 novembre 2005 | 23 novembre 2006 |
| 3  | Guess Hoe's Coming to Dinner     | Indovina chi viene a cena          | 20 novembre 2005 | 30 novembre 2006 |
| 4  | Granddad's Fight                 | Negro moment                       | 27 novembre 2005 | 30 novembre 2006 |
| 5  | A Date with the Health Inspector | Arresto illegittimo                | 4 dicembre 2005  | 7 dicembre 2006  |
| 6  | The Story of Gangstalicious      | La resurrezione di Gangstalicious  | 11 dicembre 2005 | 7 dicembre 2006  |
| 7  | A Huey Freeman Christmas         | Il canto di Natale di Huey Freeman | 18 dicembre 2005 | 14 dicembre 2006 |
| 8  | The Real                         | Reality show                       | 8 gennaio 2006   | 14 dicembre 2006 |
| 9  | Return of the King               | Il ritorno del re                  | 15 gennaio 2006  | 21 dicembre 2006 |
| 10 | The Itis                         | L'abbiocco                         | 22 gennaio 2006  | 21 dicembre 2006 |
| 11 | Let's Nab Oprah                  | Il rapimento di Oprah              | 12 febbraio 2006 | 28 dicembre 2006 |
| 12 | Riley Wuz Here                   | Riley è stato qui                  | 19 febbraio 2006 | 28 dicembre 2006 |
| 13 | Wingmen                          | Ritorno a casa                     | 5 marzo 2006     | 4 gennaio 2007   |
| 14 | The Block Is Hot                 | Quartieri roventi                  | 12 marzo 2006    | 4 gennaio 2007   |
| 15 | The Passion of Reverend Ruckus   | La passione di Ruckus              | 19 marzo 2006    | 4 gennaio 2007   |

## Benvenuti a Woodcrest
- Titolo originale: The Garden Party
- Diretto da: Anthony Bell
- Scritto da: Aaron McGruder e Rodney Barnes

### Trama
I Freeman, appena arrivati a Woodcrest, vengono invitati a un party in giardino dal ricco Ed Wuncler Sr. Faranno la conoscenza con Zio Ruckus e con Ed III, rampollo guerrafondaio della famiglia Wuncler, appena tornato dall'Iraq.
- Guest star: Charlie Murphy (Ed Wuncler III), Ed Asner (Ed Wuncler).

## R. Kelly sotto processo
- Titolo originale: The Trial of R. Kelly
- Diretto da: Anthony Bell
- Scritto da: Aaron McGruder e Rodney Barnes

### Trama
Il famoso cantante R'n'B R.Kelly finisce davanti al giudice dopo la diffusione su internet di un video che lo ritrae mentre ha rapporti sessuali con una minorenne. Huey e Riley seguono attivamente il processo: il primo cerca di aiutare Tom DuBois, che nell'occasione rappresenta la pubblica accusa. Il secondo sostiene l'innocenza di R.Kelly.
- Guest star: Adam West (Avvocato di R. Kelly).

## Indovina chi viene a cena
- Titolo originale: Guess Hoe's Coming to Dinner
- Diretto da: Anthony Bell
- Scritto da: Aaron McGruder e Rodney Barnes

### Trama
Mentre fa la spesa, il nonno incontra una ragazza giovane e bellissima, Crystal, che però si comporta in modo piuttosto strano. Huey e Riley sospettano che si tratti di una prostituta, ma il nonno non presta ascolto ai loro consigli e inizia a frequentarla. Con grande scorno dei ragazzi, si innamorerà di lei e la porterà a vivere in casa Freeman.
- Guest star: Katt Williams (Il Pappa di nome Batticulo).

## Negro moment
- Titolo originale: Granddad's Fight
- Diretto da: Joe Horne
- Scritto da: Aaron McGruder e Rodney Barnes

### Trama
Il nonno si scontra con il colonnello Stinkmeaner, un vecchio nero, cieco e fuori di testa. Quest'ultimo nonostante il suo handicap riesce a metterlo K.O. Il nonno si sente ridicolizzato e inizia a covare propositi di vendetta: finirà per organizzare un rematch in forma di vera rissa di strada.

## Arresto illegittimo
- Titolo originale: A Date with the Health Inspector
- Diretto da: Joe Horne
- Scritto da: Aaron McGruder e Rodney Barnes

### Trama
Tom DuBois è accusato ingiustamente di aver ucciso un uomo e rischia di finire in prigione, dove teme di essere stuprato. Huey e Riley devono trovare il vero assassino, e chiedono l'aiuto di Ed Wuncler III e del suo amico Gin Rummy: i due però colgono l'occasione per cercare di svaligiare una stazione di servizio.
- Guest star: Charlie Murphy (Ed Wuncler III), Terry Crews (Ispettore sanitario, imputato), Samuel L. Jackson (Gin Rummy).

## La resurrezione di Gangstalicious
- Titolo originale: The Story of Gangstalicious
- Diretto da: Seung Eun Kim
- Scritto da: Aaron McGruder e Rodney Barnes

### Trama
È in corso una faida tra i rapper Gangstalicious e Eat Dirt, che Riley segue con attenzione. Durante un concerto nei pressi di Woodcrest, qualcuno spara: Gangstalicious viene colpito. Riley, nonostante il nonno voglia impedirglielo, si reca all'ospedale di Woodcrest a fare visita al suo idolo.
- Guest star: Mos Def (Gangstalicious), Sway Calloway (se stesso).

## Il canto di Natale di Huey Freeman
- Titolo originale: A Huey Freeman Christmas
- Diretto da: Seung Eun Kim
- Scritto da: Aaron McGruder

### Trama
Il maestro Uberwitz, sensibile alle problematiche razziali, decide di affidare la direzione della recita di Natale a Huey. Quest'ultimo decide di mettere in piedi "Le avventure di Gesù Nero", scritturando Quincy Jones, Denzel Washington e Angela Bassett. Intanto, Riley ha qualcosa da dire a Babbo Natale...
- Guest star: Quincy Jones (se stesso), Judge Reinhold (Mr. Uberwitz).

## Reality show
- Titolo originale: The Real
- Diretto da: Anthony Bell
- Scritto da: Aaron McGruder

### Trama
Riley manda un video a Pimp My Ride di MTV. Per convincere Xzibit a intervenire sulla vecchia auto dei Freeman si mette d'accordo con il nonno, che finge di essere cieco: in realtà, indossa semplicemente degli occhiali scuri. Il gioco sembra funzionare, così i Freeman non si preoccupano troppo quando un'altra troupe arriva a Woodcrest e propone di rimettere a nuovo anche la casa.
- Guest star: Xzibit (se stesso), John C. McGinley (Ombra Bianca).

## Il ritorno del re
- Titolo originale: Return of the King
- Diretto da: Kalvin Lee
- Scritto da: Aaron McGruder

### Trama
Martin Luther King Jr. non è morto nel 1968, ma semplicemente caduto in coma. Si risveglia nel 2000, invecchiato ma ancora capace di smuovere le coscienze delle masse. Purtroppo, gli attentati dell'11 settembre 2001 rendono la sua filosofia del "porgi l'altra guancia" ben poco popolare. Così, Huey lo convince che bisogna ricominciare da capo: fondare un movimento politico che sappia comunicare con la gente in modo moderno, al passo con i tempi.
- Guest star: Kevin Michael Richardson (Dr. Martin Luther King Jr., buttafuori, predicatore).

## L'abbiocco
- Titolo originale: The Itis
- Diretto da: Joe Horne
- Scritto da: Aaron McGruder e Rodney Barnes

### Trama
Il nonno viene convinto da Ed Wuncler Sr. ad aprire un ristorante di tipica cucina afromericana: pesante come mattoni (non a caso ci sono letti al posto delle sedie). Il locale ha un enorme successo, ma poco tempo dopo la gente inizia a sperimentare le spiacevoli conseguenze sulla salute causate dal cibo iper-calorico.
- Guest star: Ed Asner (Ed Wuncler), Candi Milo (Janet).

## Il rapimento di Oprah
- Titolo originale: Let's Nab Oprah
- Diretto da: Seung Eun Kim
- Scritto da: Aaron McGruder e Yamara Taylor

### Trama
Ed Wuncler III, Gin Rummy e Riley mettono in piedi una banda criminale. Il loro progetto più ambizioso è il rapimento di Oprah Winfrey, la regina dei talk-show americani, che si trova a Woodcrest per alcuni giorni. Huey cerca in tutti i modi di ostacolare i piani di suo fratello, convinto che finirà per mettersi nei guai.
- Guest star: Charlie Murphy (Ed Wuncler III), Samuel L. Jackson (Gin Rummy).

## Riley è stato qui
- Titolo originale: Riley Wuz Here
- Diretto da: Kalvin Lee
- Scritto da: Aaron McGruder e Yamara Taylor

### Trama
Riley viene sorpreso dalla polizia durante la sua attività di writer. Il nonno decide dunque di mandarlo a lezioni di arte, sperando che il ragazzo possa imparare a esprimere la sua creatività in modo più appropriato. Ma il professore di disegno finirà per incoraggiarlo a continuare a fare graffiti, pur se con un approccio più "soft".
- Guest star: Rob Paulsen (Insegnante di arte).

## Ritorno a casa
- Titolo originale: Wingmen
- Diretto da: Seung Eun Kim
- Scritto da: Aaron McGruder

### Trama
La morte improvvisa di un vecchio commilitone della seconda guerra mondiale del nonno costringe i Freeman a tornare a Chicago per il funerale. Huey ha così la possibilità di rivedere il suo migliore amico, Cairo: scoprirà che il loro rapporto non è più quello di una volta.
- Guest star: Mike Epps (Moe 'Mo Gunz' Jackson).

## Quartieri roventi
- Titolo originale: The Block Is Hot
- Diretto da: Kalvin Lee
- Scritto da: Aaron McGruder e Yamara Taylor

### Trama
Un'improvvisa ondata di caldo a Woodcrest porta la temperatura sopra i trenta gradi, nonostante sia solo Febbraio. Jazmine mette su un piccolo chiosco di limonate, per guadagnare i soldi che un giorno le permetteranno di realizzare il suo sogno: comprare un pony. Ma il perfido Ed Wuncler III si mette subito in mezzo: apre un'altra rivendita di limonata, e convince con l'inganno la piccola a lavorare per lui. Intanto, Ruckus subisce un pestaggio immotivato da parte della polizia.
- Guest star: Ed Asner (Ed Wuncler).

## La passione di Ruckus
- Titolo originale: The Passion of Reverend Ruckus
- Diretto da: Sean Song
- Scritto da: Aaron McGruder e Rodney Barnes

### Trama
Zio Ruckus, dopo che gli è stata diagnosticata una grave malattia, ha una visione mistica che lo porta a fondare una nuova religione, in cui bene e male corrispondono direttamente ai criteri di razza, secondo la contrapposizione bianco/nero. Intanto, Huey tenta di fermare l'esecuzione dell'afroamericano Shabazz K. Miltonburough, condannato innocente alla sedia elettrica.